# ویلیام آیریش
کورنل ولریش (به انگلیسی: Cornell Woolrich) با نام مستعار ویلیام آیریش (انگلیسی: William Irish) (زاده ۱۹۰۳ - درگذشته ۱۹۶۸) رمان‌نویس جنایی اهل ایالات متحده آمریکا بود.

## زندگی‌نامه
آیریش داستان‌نویس آمریکایی در سال ۱۹۰۳ بدنیا آمد. وی دارای داستان‌هایی چون "کابوس"،"پسرکی در تعقیب تبهکار"،"عروس سیاهپوش"،"پنجره رو به حیاط "،"پری دریائی میسی‌سی‌پی" و "نردبان خطر" می‌باشد. این نویسنده در سال ۱۹۶۸ درگذشت.
«پری دریایی می‌سی‌سی‌پی» در اصل رمانی آمریکایی است که آیریش آن را به انگلیسی نوشته و ژرژ بلمن آن را به فرانسه به نام La sirene du mississippi برگردانده و مهراوه فیروز آن را از روی نسخه فرانسه کتاب به فارسی ترجمه کرده‌است.
برخی از آثار آیریش توسط فیلم سازان بزرگ دنیا به روی صحنه رفته‌اند.
«عروس سیاه پوش» به سال ۱۹۶۷، که افسانه‌ای تعلیق‌دار از انتقام است که در آن ژن مورو پنج مرد را، که در قتل تصادفی شوهرش در شب عروسی دست داشتند، تعقیب می‌کند و با بی‌رحمی آنها را می‌کشد. این فیلم اقتباسی از رمان ویلیام آیریش است.
هیچکاک «پنجره رو به حیاط» آیریش را به سال ۱۹۵۴ به فیلم تبدیل کرد. «عروس سیاه‌پوش» یک الگوبرداری دقیق و کتابی است از آثار هیچکاک و فیلم دوم، «پری دریائی میسی‌سی‌پی» به سال ۱۹۶۹، نیز از رمان ویلیام آیریش اقتباس شده‌است.

## کتابشناسی
- کابوس (کتاب)

### ترجمه به فارسی
- "پسرکی در تعقیب تبهکار"، ترجمه رضا سید حسینی، در کتاب داستانهایی با قهرمانان کوچک از نویسندگان بزرگ، تهران: ارمان، ۱۳۴۵. صص ۲۸–۳۷.
- "نردبان خطر"، ترجمه ضمیر، کتاب هفته، ۱۴ (۱۷ دی ۱۳۴۰) صص ۹–۶۰.
- "پری دریائی میسی‌سی‌پی"، تهران: نشر البرز، ۱۳۸۸.
- "پنجره رو به حیاط، ترجمه یاسمن حیدری، نشر یاد عارف، ۱۳۷۳.
- "داستانهایی با قهرمانان کوچک از نویسندگان بزرگ"، ترجمه رضا سید حسینی، نشر ناهید، ۱۳۸۹.